# Pseudomonadati
Règne
Synonymes
- Aquificida Luketa 2012
- Hydrobacterida Luketa 2012

Les Pseudomonadati sont un règne du domaine Bacteria – taxon qui réunit toutes les bactéries connues. Son nom provient de Pseudomonas qui est le genre type de ce règne.

## Description
Le règne des Pseudomonadati est une élévation du rang taxonomique du taxon des Gracillicutes, selon la définition de Gibbons et Murray de 1978.

## Taxonomie
Le nom correct complet (avec auteur) de ce taxon est Pseudomonadati (Gibbons & Murray 1978) Oren & Göker 2024.
Le genre type est Pseudomonas Migula 1894.

### Étymologie
L'étymologie du nom de ce règne Pseudomonadati est la suivante : Pseu.do.mo.na.da’ti. N.L. fem. n. Pseudomonas, genre type du règne; N.L. neut. pl. n. suff. -ati, suffixe définissant le nom d'un règne; N.L. fem. pl. n. Pseudomonadati, le règne de Pseudomonas ».

## Liste des phyla
Selon LPSN (6 février 2025), les phyla au nom correct et acceptés par l'ICSP, inclus dans ce règne sont les 28 suivants :
- Abditibacteriota Tahon et al. 2023
- Acidobacteriota Thrash & Coates 2021
- Aquificota Reysenbach 2021
- Atribacterota Katayama et al. 2021
- Bacteroidota Krieg et al. 2021
- Balneolota Hahnke et al. 2021
- Caldisericota Mori et al. 2021
- Calditrichota Kublanov et al. 2021
- Chlamydiota Garrity & Holt 2021
- Chlorobiota Iino et al. 2021
- Chrysiogenota Garrity & Holt 2021
- Coprothermobacterota Pavan et al. 2021
- Deferribacterota Garrity & Holt 2021
- Dictyoglomerota corrig. Patel 2021
- Elusimicrobiota Geissinger et al. 2021
- Fibrobacterota Garrity & Holt 2021
- Gemmatimonadota Zhang et al. 2021
- Kiritimatiellota Spring et al. 2021
- Lentisphaerota Cho et al. 2021
- Nitrospinota Lücker et al. 2021
- Nitrospirota Garrity & Holt 2021
- Planctomycetota Garrity & Holt 2021
- Pseudomonadota Garrity et al. 2021
- Rhodothermota Munoz et al. 2021
- Spirochaetota Garrity & Holt 2021
- Thermodesulfobacteriota Garrity & Holt 2021
- Thermomicrobiota Garrity & Holt 2021
- Verrucomicrobiota Hedlund 2021